# Jaume Segura
Jaume Segura Socías (La Puebla, Baleares, 29 de julio de 1973) es un diplomático español. 

## Biografía
Actualmente se encuentra ejerciendo las funciones de Jefe de Delegación de la Unión Europea en Honduras. Anteriormente, en septiembre de 2013 fue nombrado embajador y jefe de delegación de la Unión Europea en El Salvador, cargo en el cual reemplazó a Stefano Gatto. Además añadir que desde julio de 2011, fue embajador de España en la República Dominicana, sustituyendo a Diego Bermejo Romero de Terreros.
Licenciado en Derecho por la Universidad de Barcelona y máster en Política Internacional por la Universidad Libre de Bruselas, Segura ingresó en 2002 en la carrera diplomática. Ha estado destinado en las representaciones diplomáticas españolas en Jamaica y Guinea Conakry. Fue jefe de servicio del Gabinete del Ministro de Asuntos Exteriores y subdirector general adjunto de México, América Central y Caribe. En julio de 2008, fue nombrado director del Gabinete de la Secretaria de Estado para Iberoamérica, posteriormente director del Gabinete de la ministra de Sanidad y Política Social, Trinidad Jiménez, y más tarde director del Gabinete de Jiménez cuando esta es nombrada ministra de Asuntos Exteriores y de Cooperación.